# میکفیلد
میکفیلد (به انگلیسی: Mickfield) یک روستا و محله مدنی در بریتانیا است که در Mid Suffolk واقع شده‌است. میکفیلد ۲۰۰ نفر جمعیت دارد.